# Општина Лунка Брадулуј (Муреш)
Лунка Брадулуј (рум. Lunca Bradului) општина је у Румунији у округу Муреш.
Oпштина се налази на надморској висини од 605 m.